# Cella trichora (Aquincum)
A Cella trichora egy 360 körül épült ókeresztény sírkápolna az egykori Aquincumban, azaz ma Budapest III. kerületében.

## Leírása
Maradványai Budapest III. kerületében, a Raktár utca, Körte utca és Hunor utca kereszteződésénél találhatók. 
A cella trichora latin elnevezés háromlevelű lóhere alakú cellát, három apszisos kis épületet jelent. Ma az óbudainak mindössze az alapjai láthatóak és a körülötte épült római épületek alapfalai. A kápolna oltárának helyét az 1964-ben végzett műemlékvédelmi helyreállítás csak jelzi. 
A római időkben több cella trichora épült, hazánkban Óbudán (Aquincum) és Pécsett (Sopianae) ismert. Az ókeresztény római lakosság ilyen kápolnákba temetkezett. Az óbudait – mely korábbi lakóházak maradványaira épült – 1930-ban tárták fel.

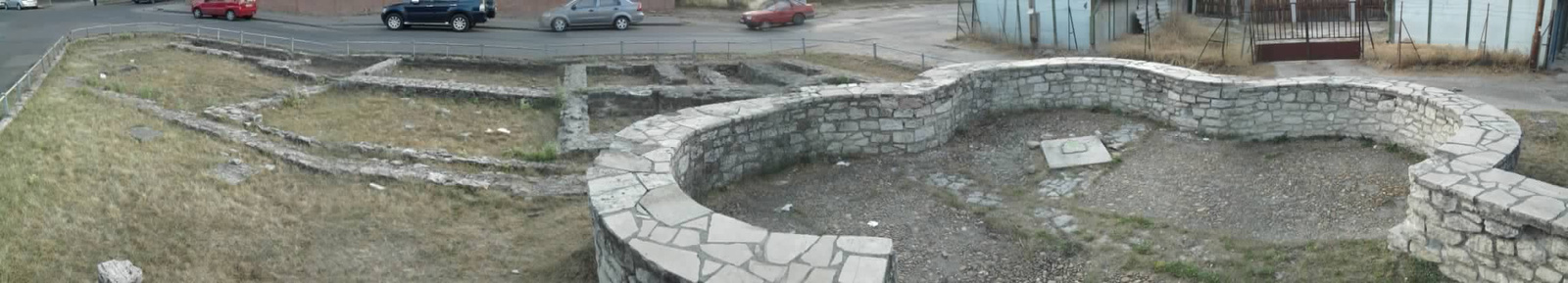
A cella trichora (jobbra) és a szomszédos római épület maradványai

## Külső hivatkozások
- Video a romokról
- Katolikus lexikon